# Superwoman (Paulini)
Superwoman è il secondo album in studio della cantante figiana Paulini, pubblicato il 5 agosto 2006.
Dall'album sono stati estratti i singoli Rough Day e So Over You, mentre la traccia I Believe è stata distribuita come singolo promozionale per le radio australiane.

## Tracce
1. Call Me – 3:02 (Colin Emmanuel, Celetia Martin, Alan Simpson)
2. So Over You – 3:13 (Paulini, Nigel Butler, Ray Hedges, Andy Love, Jarrad Rogers)
3. Rough Day – 3:28 (Bridget Benenate, Matthew Gerrard, Franne Golde)
4. Married Man – 3:31 (Bridget Benenate, Matthew Gerarrd)
5. I Believe – 3:14 (Kerima Holm, Vinny Vero, Peter Ledin, Peter Modén, Carl Sahlin)
6. The Poet – 3:28 (David Frank, Steve Kipner, Pamela Sheyne)
7. Shake It Up – 3:18 (Paulini, Tim Baxter, Klaus Derendorf, Tom Nichols) – feat. Nate Wadé
8. Last Love – 3:05 (Paulini, Andy Love, Jarrad Rogers)
9. Superwoman – 5:18 (Kenneth "Babyface" Edmonds, Antonio LA Reid, Daryl Simmons) – Originariamente interpretata da Karyn White
10. Cravin – 3:13 (Nigel Butler, Ray Hedges, Dion Howell, Michael Mugisha, Cherise Roberts, Nadia Shepherd)
11. Who Will I Run to? – 4:18 (Mishke Butler, Harvey Mason, Jr., Damon Thomas)
12. I Choose You – 4:02 (Steve Duberry, Rod Gammons)
13. Superwoman (12" Club Mix) – 6:01 (Kenneth "Babyface" Edmonds, Antonio LA Reid, Daryl Simmons)